# Begliomini
Pelegrino Adelmo Begliomini, mais conhecido como Begliomini (Santo André, 27 de novembro de 1914 — Santo André, 10 de outubro de 2001), foi um ex-futebolista brasileiro que atuou como zagueiro. 

## Carreira
Com 17 anos, observado por um dirigente do então Palestra Itália, recebeu convite para jogar pela equipe juvenil do time. Pelo time principal do Palestra sagrou-se campeão paulista em 1936, 1940 e 1942.
Mais tarde transferiu-se ao Corinthians, conquistando o vice-campeonato paulista em 1943, 1945 e 1946.
Encerrou a carreira em 1947, pelo Fluminense, após uma séria contusão no joelho, aos 33 anos.
Pela Seleção Brasileira, o zagueiro atuou em dois Campeonatos Sul-Americanos (Copa América, da época), o de 1942 e de 1945, campeonato o qual foi vice-campeão, perdendo para a seleção argentina.

## Curiosidades
- Seu apelido "Stalingrado", devia-se ao nome de uma cidade russa, hoje Volgogrado, que resistiu aos alemães em uma sangrenta batalha da Segunda Guerra Mundial e, que virou sinônimo de algo intransponível, a Batalha de Stalingrado.
- O jogador ia aos treinos do Palmeiras ao lado de Oberdan Cattani, em um Chevrolet 41, coupet.
- Oberdan Cattani era o companheiro de quarto do jogador, na época em que atuava pelo Palmeiras.[8]

## Citações
- "Ele era reserva do nosso time e mesmo com certa idade, ainda impunha respeito pelo tamanho. Ele era forte" Aldo Costa, colega de time do ex-zagueiro.
- "Ele foi um jogador de destaque naquela época e o único que chegou à Seleção" Nelson Cerchiari, ex-presidente do Corinthians de Santo André
- "Ele não era um beque clássico. Quando entrava, era a bola e o boliche, não dava moleza" Oberdan Cattani, ex-colega e goleiro do Palmeiras.

## Títulos
Palmeiras
- Campeonato Paulista: 1936, 1940 e 1942
- Campeonato Paulista Extra: 1938
- Taça Cidade de São Paulo: 1940

Corinthians
- Taça Cidade de São Paulo: 1943

### Outras conquistas
Palmeiras
- Taça Prefeito Doutor Guilherme: 1934
- Taça de Campeões São Paulo-Santos: 1935
- Troféu Porto Alegre: 1936
- Taça de Campeões São Paulo-Bahia: 1937
- Torneio do Paraná: 1938
- Taça Embaixatriz Logacomo: 1938
- Taça Portuguesa de Desportos: 1938
- Torneio de Fortaleza: 1938
- Taça Máquinas Tonnanin: 1939
- Taça Cavalheiro Ernesto Giuliano: 1941

## Menções em livros
- Palmeiras X Corinthians 1945 - O Jogo Vermelho, Aldo Rebelo, Editora UNESP (pág. 105)